# Десятина (мера площади)
Десятина — старая русская единица земельной площади.
Применялось несколько разных размеров десятины, в том числе «казённая», равная 2400 квадратным саженям (109,25 «соток»; 1,09 га) и использовавшаяся в России до введения метрической системы.

## История
Десятина представляла собой прямоугольник со сторонами в 80 и 30 («тридцатка») или 60 и 40 («сороковка») саженей и носила название казённой десятины. Была основной русской поземельной мерой.
Известна с XIV века. В «Книге сошного письма» даётся следующее определение десятины: «В десятине 80 сажен длинник, поперечник 30 сажен, а дробных (то есть квадратных) в десятине 2400».
Первоначально десятина измерялась двумя четвертями и представляла собой квадрат со сторонами в 1/10 версты (2500 квадратных саженей).
Согласно межевой инструкции 1753 года размер казённой десятины был определён в 2400 квадратных саженей. В XVIII — начале XX века употреблялась также:
- хозяйственная косая десятина (80 × 40 = 3200 квадратных саженей);
- хозяйственная круглая десятина (60 × 60 = 3600 квадратных саженей);
- сотенная десятина (100 × 100 = 10 000 квадратных саженей);
- бахчевая десятина (80 × 10 = 800 квадратных саженей) и другие.

После Октябрьской революции, в связи с переходом к метрической системе мер, в соответствии с декретом СНК РСФСР от 14 сентября 1918 года, применение десятины было ограничено, а с 1 сентября 1927 года — запрещено, но фактически продолжалось вплоть до 1930-х гг.